# Frijol con puerco
El frijol con puerco es un platillo tradicional de la gastronomía de la península de Yucatán, en México. Se trata de un plato sencillo de carne de cerdo troceada, la cual se guisa en un caldo de frijol negro, epazote, especias (finas hierbas). Al ser un platillo casero, es más común encontrarlo en las cocinas de la Península de Yucatán que en restaurantes de especialidad.

## Historia
Como en muchos platos Mexicanos, la historia del frijol con puerco no es del todo clara. A juzgar por sus ingredientes principales (el frijol de origen americano y el cerdo de origen europeo) se trata de un plato mestizo, de origen colonial. Aunado a esto y debido a que variantes de este plato existen en lugares en donde existió el comercio de esclavos africanos (por ejemplo Cuba y Brasil, donde es llamado 'Feijoada') este plato pudo haber tenido su origen en la comida que se preparaba con frijol y los cortes y huesos de cerdo desechados por los amos de plantación, y de esta manera haber llegado a los puertos de Campeche con el comercio marítimo del Caribe.
Tradicionalmente, este plato es consumido el día lunes. Existen muchas versiones del porqué de esta costumbre Yucateca, entre ellas el hecho de que la matanza de los cerdos se realizaba los días sábado y para el lunes la carne salada estaba lista para ser consumida, también se menciona que - en comparación con otros guisos - el frijol con puerco es un plato sencillo de preparar y se reservaba para el día más complicado de la semana en los quehaceres hogareños, de manera que las amas de casa tuviesen más tiempo para dichos quehaceres.

## Elaboración
La carne de cerdo (lomo troceado) es guisada en un caldo previamente hecho con frijol negro, epazote y cebolla, hasta tener una consistencia suave. Se acompaña de una salsa tamulada de tomate, ajo y chile habanero denominada chiltomate, cebolla blanca picada, cilantro y arroz.